# Knorr
Knorr er et tysk madvaremærke, som producerer dehydrerede suppemix og -krydderier, sovs og bouillon. Knorr er ejet af det engelsk-hollandske firma Unilever og er med et årligt salg for over 3 mia. € firmaets bedst sælgende varemærke.

## Historie
Knorr blev grundlagt i 1838 af Carl Heinrich Theodor Knorr. Knorrs hovedkvarter ligger i Heilbronn, Tyskland. 
| Tyskland | Spire Denne artikel om et firma eller en virksomhed i Tyskland er en spire som bør udbygges. Du er velkommen til at hjælpe Wikipedia ved at udvide den. |

49°7′54.84″N 9°12′48.56″Ø / 49.1319000°N 9.2134889°Ø